# 선옹초

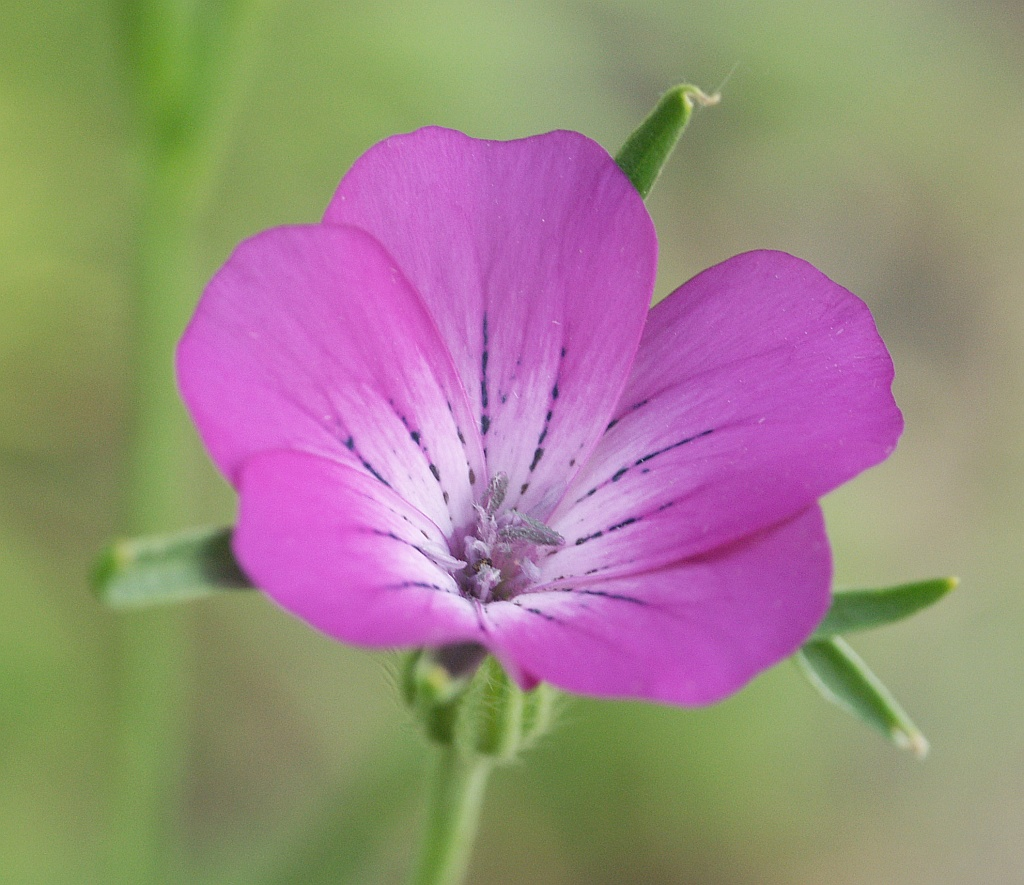

선옹초(仙翁草, Agrostemma githago)는 아시아, 유럽 지역에 분포하는 한해살이풀이다. 속명의 아그로스테마는 라틴어로 밭에 피는 아름다운 꽃이라는 뜻이다. 높이 80㎝로 잎은 마주나며, 5-6월에 꽃이 핀다. 열매는 삭과이다. 관상용으로는 심고 꽃꽂이용으로 이용하는데, 튼튼해서 햇볕만 잘 들면 한번 심어 놓으면 매년 씨가 떨어져 자라난다. 꽃은 줄기 윗부분의 잎겨드랑이에서 나온 꽃자루에 1송이씩 달리는데 색은 자줏빛이다. 개화기는 5-7월이다.